# Svojetín
Svojetín är en ort i Tjeckien.   Den ligger i regionen Mellersta Böhmen, i den västra delen av landet, 60 km väster om huvudstaden Prag. Svojetín ligger 392 meter över havet och antalet invånare är 328.
Terrängen runt Svojetín är huvudsakligen platt, men norrut är den kuperad. Runt Svojetín är det ganska tätbefolkat, med 65 invånare per kvadratkilometer. Närmaste större samhälle är Žatec, 16,1 km norr om Svojetín. Trakten runt Svojetín består till största delen av jordbruksmark.